# روابط برزیل و عراق در جنگ ایران و عراق
کمک‌های برزیل به عراق در جنگ ایران و عراق به مجموعه معاملات تسلیحاتی برزیل با عراق گفته می‌شود که از سال ۱۹۸۰ تا پایان جنگ ایران و عراق ادامه داشت. عراق هزینه بیشتر تسلیحات فروخته شده به این کشور از جانب برزیل را هیچگاه پرداخت نکرد. ارزش مجموع سلاحهای ارسال شده به عراق بالغ بر ۷۲۴ میلیون دلار می‌باشد.